# Municipio de Mount Ida
El municipio de Mount Ida (en inglés: Mount Ida Township) es un municipio ubicado en el condado de Montgomery en el estado estadounidense de Arkansas. En el año 2010 tenía una población de 2138 habitantes y una densidad poblacional de 7,23 personas por km².

## Geografía
El municipio de Mount Ida se encuentra ubicado en las coordenadas 34°34′59″N 93°36′13″O / 34.58306, -93.60361. Según la Oficina del Censo de los Estados Unidos, el municipio tiene una superficie total de 295.56 km², de la cual 272,19 km² corresponden a tierra firme y (7,91 %) 23,37 km² es agua.

## Demografía
Según el censo de 2010, había 2138 personas residiendo en el municipio de Mount Ida. La densidad de población era de 7,23 hab./km². De los 2138 habitantes, el municipio de Mount Ida estaba compuesto por el 96,49 % blancos, el 0,33 % eran afroamericanos, el 0,89 % eran amerindios, el 0,05 % eran asiáticos, el 0,37 % eran de otras razas y el 1,87 % eran de una mezcla de razas. Del total de la población el 1,96 % eran hispanos o latinos de cualquier raza.